# AHL 2009/10
Die Saison 2009/10 war die 74. reguläre Saison der American Hockey League (AHL). Während der regulären Saison bestritten die 29 Teams der Liga jeweils 80 Begegnungen. Die jeweils acht besten Mannschaften der Eastern Conference und der Western Conference spielten anschließend in einer Play-off-Runde um den Calder Cup.

## Teamänderungen
Folgende Änderungen wurden vor Beginn der Saison vorgenommen:
- Die Quad City Flames aus Moline, Illinois wurden nach Abbotsford, British Columbia, umgesiedelt und nehmen jetzt unter dem Namen Abbotsford Heat am Spielbetrieb der Western Conference teil.
- Die Philadelphia Phantoms wurden aufgrund des Abrisses des Wachovia Spectrums nach Glens Falls, New York, umgesiedelt und nehmen jetzt unter dem Namen Adirondack Phantoms am Spielbetrieb der Eastern Conference teil.
- Die Texas Stars wurden als neues Franchise in die Liga aufgenommen, in der sie als Farmteam der Dallas Stars aus der National Hockey League aktiv sein werden.
- Die Iowa Chops wurden am 7. Juli 2009 vom AHL Board of Governors für die Saison 2009/10 vom Spielbetrieb ausgeschlossen, nachdem sie mehrere Bedingungen der Liga nicht hatten erfüllen können.

## Reguläre Saison

### Abschlusstabellen
Abkürzungen: GP = Spiele, W = Siege, L = Niederlagen, OTL = Niederlage nach Overtime, SOL = Niederlage nach Shootout, GF = Erzielte Tore, GA = Gegentore, Pts = Punkte

Erläuterungen: In Klammern befindet sich die Platzierung innerhalb der Conference;       = Playoff-Qualifikation,       = Division-Sieger,       = Conference-Sieger

#### Eastern Conference
| Atlantic Division           | GP | W  | L  | OTL | SOL | GF  | GA  | Pts |
| --------------------------- | -- | -- | -- | --- | --- | --- | --- | --- |
| Worcester Sharks (2)        | 80 | 49 | 25 | 3   | 3   | 275 | 239 | 104 |
| Portland Pirates (3)        | 80 | 45 | 24 | 7   | 4   | 244 | 214 | 101 |
| Manchester Monarchs (4)     | 80 | 43 | 28 | 3   | 6   | 213 | 200 | 95  |
| Lowell Devils (6)           | 80 | 39 | 31 | 4   | 6   | 239 | 232 | 88  |
| Bridgeport Sound Tigers (8) | 80 | 38 | 32 | 4   | 6   | 201 | 220 | 86  |
| Hartford Wolf Pack (10)     | 80 | 36 | 33 | 6   | 5   | 231 | 251 | 83  |
| Providence Bruins (12)      | 80 | 36 | 38 | 5   | 1   | 207 | 226 | 78  |
| Springfield Falcons (15)    | 80 | 25 | 39 | 12  | 4   | 207 | 296 | 66  |

| East Division                      | GP | W  | L  | OTL | SOL | GF  | GA  | Pts |
| ---------------------------------- | -- | -- | -- | --- | --- | --- | --- | --- |
| Hershey Bears (1)                  | 80 | 60 | 17 | 0   | 3   | 342 | 198 | 123 |
| Albany River Rats (5)              | 80 | 43 | 39 | 3   | 5   | 244 | 231 | 94  |
| Wilkes-Barre/Scranton Penguins (7) | 80 | 41 | 34 | 2   | 3   | 239 | 229 | 87  |
| Norfolk Admirals (9)               | 80 | 39 | 35 | 3   | 3   | 208 | 214 | 84  |
| Binghamton Senators (11)           | 80 | 36 | 35 | 6   | 3   | 251 | 260 | 81  |
| Syracuse Crunch (13)               | 80 | 34 | 39 | 4   | 3   | 227 | 272 | 75  |
| Adirondack Phantoms (14)           | 80 | 32 | 41 | 3   | 4   | 199 | 251 | 71  |

#### Western Conference
| North Division             | GP | W  | L  | OTL | SOL | GF  | GA  | Pts |
| -------------------------- | -- | -- | -- | --- | --- | --- | --- | --- |
| Hamilton Bulldogs (1)      | 80 | 52 | 17 | 3   | 8   | 271 | 182 | 115 |
| Rochester Americans (5)    | 80 | 44 | 33 | 2   | 1   | 253 | 247 | 91  |
| Abbotsford Heat (7)        | 80 | 39 | 29 | 5   | 7   | 217 | 231 | 90  |
| Manitoba Moose (8)         | 80 | 40 | 33 | 5   | 2   | 204 | 232 | 87  |
| Toronto Marlies (12)       | 80 | 33 | 35 | 6   | 6   | 193 | 261 | 78  |
| Lake Erie Monsters (13)    | 80 | 34 | 37 | 1   | 8   | 234 | 257 | 77  |
| Grand Rapids Griffins (14) | 80 | 34 | 39 | 3   | 4   | 244 | 265 | 75  |

| West Division            | GP | W  | L  | OTL | SOL | GF  | GA  | Pts |
| ------------------------ | -- | -- | -- | --- | --- | --- | --- | --- |
| Chicago Wolves (2)       | 80 | 49 | 24 | 1   | 6   | 264 | 214 | 105 |
| Texas Stars (3)          | 80 | 46 | 27 | 3   | 4   | 238 | 198 | 99  |
| Rockford IceHogs (4)     | 80 | 44 | 30 | 3   | 3   | 226 | 226 | 94  |
| Milwaukee Admirals (6)   | 80 | 41 | 30 | 2   | 7   | 237 | 220 | 91  |
| Peoria Rivermen (9)      | 80 | 38 | 33 | 2   | 7   | 233 | 248 | 85  |
| San Antonio Rampage (10) | 80 | 36 | 32 | 5   | 7   | 235 | 244 | 84  |
| Houston Aeros (11)       | 80 | 34 | 34 | 7   | 5   | 206 | 224 | 80  |

### Beste Scorer
Mit 106 Punkten führte Keith Aucoin die Scorerliste der AHL an. Seine 71 Assists waren der Bestwert dieser Saison, während Alexandre Giroux als bester Torschütze mit 50 Treffern erfolgreich war. In der Plus/Minus-Wertung führte Artūrs Kulda mit einem Wert von +47. Die meisten Powerplay-Tore erzielte Andrew Gordon, der 19 Mal in Überzahl traf. Jérôme Samson war mit 332 Schüssen der Spieler, der am häufigsten aufs Tor schoss. In Unterzahl waren Josh Hennessy, Derek MacKenzie, Steve Pinizzotto und Dale Weise mit fünf Toren am häufigsten erfolgreich. Mit 311 Strafminuten war Zack Fitzgerald in dieser Saison der böse Bube. Danny Groulx war mit 52 Torvorlagen und 66 Punkten der erfolgreichste Verteidiger. Tyler Ennis war mit 65 Punkten der erfolgreichste Rookie.
Abkürzungen: GP = Spiele, G = Tore, A = Assists, Pts = Punkte, +/- = Plus/Minus, PIM = Strafminuten; Fett: Saisonbestwert
| Spieler           | Team        | GP | G  | A  | Pts | PIM |
| ----------------- | ----------- | -- | -- | -- | --- | --- |
| Keith Aucoin      | Hershey     | 72 | 35 | 71 | 106 | 49  |
| Alexandre Giroux  | Hershey     | 69 | 50 | 53 | 103 | 34  |
| Corey Locke       | Hartford    | 76 | 31 | 54 | 85  | 44  |
| Jérôme Samson     | Albany      | 74 | 37 | 41 | 78  | 66  |
| David Desharnais  | Hamilton    | 60 | 27 | 51 | 78  | 34  |
| Brock Trotter     | Hamilton    | 75 | 36 | 41 | 77  | 56  |
| Jason Krog        | Chicago     | 78 | 14 | 61 | 75  | 34  |
| Mark Mancari      | Portland    | 74 | 28 | 46 | 74  | 55  |
| Charles Linglet   | Springfield | 75 | 19 | 55 | 74  | 36  |
| Martin St. Pierre | Binghamton  | 77 | 24 | 48 | 72  | 50  |

### Beste Torhüter
Abkürzungen: GP = Spiele; TOI = Eiszeit (in Minuten); W = Siege; L = Niederlagen; OTL = Overtime/Shootout-Niederlagen; GA = Gegentore; SO = Shutouts; Sv% = gehaltene Schüsse (in %); GAA = Gegentorschnitt; Fett: Playoffbestwert
| Spieler            | Team       | GP | TOI  | W  | L  | OTL | GA  | SO | Sv%  | GAA  |
| ------------------ | ---------- | -- | ---- | -- | -- | --- | --- | -- | ---- | ---- |
| Cédrick Desjardins | Hamilton   | 47 | 2576 | 29 | 9  | 4   | 86  | 6  | .919 | 2.00 |
| Jonathan Bernier   | Manchester | 58 | 1823 | 30 | 21 | 6   | 116 | 9  | .936 | 2.03 |
| Curtis Sanford     | Hamilton   | 41 | 935  | 23 | 11 | 3   | 79  | 4  | .916 | 2.13 |
| Braden Holtby      | Hershey    | 37 | 1000 | 25 | 8  | 2   | 83  | 2  | .917 | 2.32 |
| Mark Dekanich      | Milwaukee  | 49 | 1266 | 27 | 16 | 4   | 109 | 4  | .914 | 2.33 |

## Calder-Cup-Playoffs

### Modus
Für die Playoffs qualifizieren sich in der Western Conference je die vier besten Mannschaften der North Division und der West Division. In der Eastern Conference funktioniert die Verteilung der Playoffplätze anders, da die Atlantic Division mit einer Mannschaft stärker besetzt ist, als die East Division. Qualifiziert sind die vier besten Mannschaften der Atlantic Division und die drei besten Mannschaften der East Division. Den achten Playoffplatz in der Eastern Conference erhält entweder die viertplatzierte Mannschaft der East Division oder die fünftplatzierte Mannschaft der Atlantic Division. Diejenigen der beiden Mannschaften mit den meisten Punkten ist qualifiziert.
In den ersten beiden Runden spielt jede Division ihren eigenen Sieger aus, ehe im Conference Halbfinale die Sieger der Conferences ausgespielt werden, die im Calder-Cup-Finale aufeinander treffen. Dabei trifft die auf der Setzliste am höchsten befindliche Mannschaft immer auf die niedrigst gesetzte. Der Teilnehmer, der entweder der viertplatzierte der East Division oder der fünftplatzierte der Atlantic Division sein wird, nimmt dabei den letzten Platz der Setzliste in der East Division ein. Alle Serien jeder Runde werden im Best-of-Seven-Modus ausgespielt, das heißt, dass ein Team vier Siege zum Erreichen der nächsten Runde benötigt. Das höher gesetzte Team hat dabei die ersten beiden Spiele Heimrecht, die nächsten beiden das gegnerische Team. Sollte bis dahin kein Sieger aus der Runde hervorgegangen sein, wechselt das Heimrecht von Spiel zu Spiel. So hat die höhergesetzte Mannschaft in Spiel 1, 2, 5 und 7, also vier der maximal sieben Spiele, einen Heimvorteil.
Bei Spielen, die nach der regulären Spielzeit von 60 Minuten unentschieden bleiben, folgt die Overtime, die im Gegensatz zur regulären Saison mit fünf Feldspielern gespielt wird. Die Drittel dauern weiterhin 20 Minuten und es wird so lange gespielt bis ein Team das erste Tor schießt.

### Playoff-Baum
|  | Division Semifinals | Division Semifinals            | Division Semifinals |                     |                   | Division Finals | Division Finals    | Division Finals |  |  | Conference Finals | Conference Finals | Conference Finals |  |  | Calder Cup Finals | Calder Cup Finals | Calder Cup Finals |
|  |                     |                                |                     |                     |                   |                 |                    |                 |  |  |                   |                   |                   |  |  |                   |                   |                   |
|  | E1                  | Hershey Bears                  | 4                   |                     |                   |                 |                    |                 |  |  |                   |                   |                   |  |  |                   |                   |                   |
|  | A5                  | Bridgeport Sound Tigers        | 1                   |                     |                   |                 |                    |                 |  |  |                   |                   |                   |  |  |                   |                   |                   |
|  | A5                  | Bridgeport Sound Tigers        | 1                   | E1                  | Hershey Bears     | 4               |                    |                 |  |  |                   |                   |                   |  |  |                   |                   |                   |
|  |                     |                                |                     | E1                  | Hershey Bears     | 4               |                    |                 |  |  |                   |                   |                   |  |  |                   |                   |                   |
|  |                     |                                | E2                  | Albany River Rats   | 0                 |                 |                    |                 |  |  |                   |                   |                   |  |  |                   |                   |                   |
|  | E2                  | Albany River Rats              | E2                  | Albany River Rats   | 0                 | 4               |                    |                 |  |  |                   |                   |                   |  |  |                   |                   |                   |
|  | E2                  | Albany River Rats              |                     |                     |                   | 4               |                    |                 |  |  |                   |                   |                   |  |  |                   |                   |                   |
|  | E3                  | Wilkes-Barre/Scranton Penguins | 0                   |                     |                   |                 |                    |                 |  |  |                   |                   |                   |  |  |                   |                   |                   |
|  | E3                  | Wilkes-Barre/Scranton Penguins | 0                   | E1                  | Hershey Bears     | 4               |                    |                 |  |  |                   |                   |                   |  |  |                   |                   |                   |
|  |                     |                                |                     | E1                  | Hershey Bears     | 4               | Eastern Conference |                 |  |  |                   |                   |                   |  |  |                   |                   |                   |
|  |                     | A3                             | Manchester Monarchs | 2                   |                   |                 |                    |                 |  |  |                   |                   |                   |  |  |                   |                   |                   |
|  | A1                  | A3                             | Manchester Monarchs | 2                   | Worcester Sharks  | 4               |                    |                 |  |  |                   |                   |                   |  |  |                   |                   |                   |
|  | A1                  |                                |                     |                     | Worcester Sharks  | 4               |                    |                 |  |  |                   |                   |                   |  |  |                   |                   |                   |
|  | A4                  | Lowell Devils                  | 1                   |                     |                   |                 |                    |                 |  |  |                   |                   |                   |  |  |                   |                   |                   |
|  | A4                  | Lowell Devils                  | 1                   | A1                  | Worcester Sharks  | 2               |                    |                 |  |  |                   |                   |                   |  |  |                   |                   |                   |
|  |                     |                                |                     | A1                  | Worcester Sharks  | 2               |                    |                 |  |  |                   |                   |                   |  |  |                   |                   |                   |
|  |                     |                                | A3                  | Manchester Monarchs | 4                 |                 |                    |                 |  |  |                   |                   |                   |  |  |                   |                   |                   |
|  | A2                  | Portland Pirates               | A3                  | Manchester Monarchs | 4                 | 0               |                    |                 |  |  |                   |                   |                   |  |  |                   |                   |                   |
|  | A2                  | Portland Pirates               |                     |                     |                   |                 |                    |                 |  |  |                   |                   |                   |  |  |                   |                   |                   |
|  | A3                  | Manchester Monarchs            | 4                   |                     |                   |                 |                    |                 |  |  |                   |                   |                   |  |  |                   |                   |                   |
|  | A3                  | Manchester Monarchs            | 4                   | E1                  | Hershey Bears     | 4               |                    |                 |  |  |                   |                   |                   |  |  |                   |                   |                   |
|  |                     |                                |                     |                     |                   |                 |                    |                 |  |  |                   |                   |                   |  |  |                   |                   |                   |
|  |                     | W2                             | Texas Stars         | 2                   |                   |                 |                    |                 |  |  |                   |                   |                   |  |  |                   |                   |                   |
|  | N1                  | W2                             | Texas Stars         | 2                   | Hamilton Bulldogs | 4               |                    |                 |  |  |                   |                   |                   |  |  |                   |                   |                   |
|  | N1                  |                                |                     |                     | Hamilton Bulldogs | 4               |                    |                 |  |  |                   |                   |                   |  |  |                   |                   |                   |
|  | N4                  | Manitoba Moose                 | 2                   |                     |                   |                 |                    |                 |  |  |                   |                   |                   |  |  |                   |                   |                   |
|  | N4                  | Manitoba Moose                 | 2                   | N1                  | Hamilton Bulldogs | 4               |                    |                 |  |  |                   |                   |                   |  |  |                   |                   |                   |
|  |                     |                                |                     | N1                  | Hamilton Bulldogs | 4               |                    |                 |  |  |                   |                   |                   |  |  |                   |                   |                   |
|  |                     |                                | N3                  | Abbotsford Heat     | 2                 |                 |                    |                 |  |  |                   |                   |                   |  |  |                   |                   |                   |
|  | N2                  | Rochester Americans            | N3                  | Abbotsford Heat     | 2                 | 3               |                    |                 |  |  |                   |                   |                   |  |  |                   |                   |                   |
|  | N2                  | Rochester Americans            |                     |                     |                   | 3               |                    |                 |  |  |                   |                   |                   |  |  |                   |                   |                   |
|  | N3                  | Abbotsford Heat                | 4                   |                     |                   |                 |                    |                 |  |  |                   |                   |                   |  |  |                   |                   |                   |
|  | N3                  | Abbotsford Heat                | 4                   | N1                  | Hamilton Bulldogs | 3               |                    |                 |  |  |                   |                   |                   |  |  |                   |                   |                   |
|  |                     |                                |                     | N1                  | Hamilton Bulldogs | 3               | Western Conference |                 |  |  |                   |                   |                   |  |  |                   |                   |                   |
|  |                     | W2                             | Texas Stars         | 4                   |                   |                 |                    |                 |  |  |                   |                   |                   |  |  |                   |                   |                   |
|  | W1                  | W2                             | Texas Stars         | 4                   | Chicago Wolves    | 4               |                    |                 |  |  |                   |                   |                   |  |  |                   |                   |                   |
|  | W1                  |                                |                     |                     |                   |                 |                    |                 |  |  |                   |                   |                   |  |  |                   |                   |                   |
|  | W4                  | Milwaukee Admirals             | 3                   |                     |                   |                 |                    |                 |  |  |                   |                   |                   |  |  |                   |                   |                   |
|  | W4                  | Milwaukee Admirals             | 3                   | W1                  | Chicago Wolves    | 3               |                    |                 |  |  |                   |                   |                   |  |  |                   |                   |                   |
|  |                     |                                |                     | W1                  | Chicago Wolves    | 3               |                    |                 |  |  |                   |                   |                   |  |  |                   |                   |                   |
|  |                     |                                | W2                  | Texas Stars         | 4                 |                 |                    |                 |  |  |                   |                   |                   |  |  |                   |                   |                   |
|  | W2                  | Texas Stars                    | W2                  | Texas Stars         | 4                 | 4               |                    |                 |  |  |                   |                   |                   |  |  |                   |                   |                   |
|  | W2                  | Texas Stars                    |                     |                     |                   |                 |                    |                 |  |  |                   |                   |                   |  |  |                   |                   |                   |
|  | W3                  | Rockford IceHogs               | 0                   |                     |                   |                 |                    |                 |  |  |                   |                   |                   |  |  |                   |                   |                   |

### Calder-Cup-Sieger
| Calder-Cup-Sieger Hershey Bears | Torhüter: Jason Bacashihua, Braden Holtby, Michal Neuvirth Verteidiger: Karl Alzner, Greg Amadio, John Carlson, Sean Collins, Bryan Helmer, Johann Kroll, Grant Lewis, Grant McNeill, Patrick McNeill, Zach Miskovic, Patrick Wellar, Dylan Yeo Angreifer: Keith Aucoin, Jay Beagle, François Bouchard, Chris Bourque, Stefan Della Rovere, Cody Eakin, Simon Ferguson, Alexandre Giroux, Andrew Gordon, Andrew Joudrey, Boyd Kane, Mathieu Perreault, Steve Pinizzotto, Ashton Rome, Kyle Wilson Cheftrainer: Mark French General Manager: Doug Yingst |

### Beste Scorer
Abkürzungen: GP = Spiele, G = Tore, A = Assists, Pts = Punkte, +/- = Plus/Minus, PIM = Strafminuten; Fett: Saisonbestwert
| Spieler           | Team     | GP | G  | A  | Pts | PIM |
| ----------------- | -------- | -- | -- | -- | --- | --- |
| Alexandre Giroux  | Hershey  | 21 | 14 | 13 | 27  | 22  |
| Chris Bourque     | Hershey  | 21 | 7  | 20 | 27  | 10  |
| Jamie Benn        | Texas    | 24 | 14 | 12 | 26  | 22  |
| Keith Aucoin      | Hershey  | 21 | 2  | 23 | 25  | 2   |
| David Desharnais  | Hamilton | 19 | 10 | 13 | 23  | 16  |
| Andrew Gordon     | Hershey  | 17 | 13 | 7  | 20  | 2   |
| Brock Trotter     | Hamilton | 19 | 8  | 11 | 19  | 14  |
| Mathieu Perreault | Hershey  | 21 | 7  | 12 | 19  | 18  |
| Perttu Lindgren   | Texas    | 24 | 7  | 10 | 17  | 2   |
| Andrew Hutchinson | Texas    | 21 | 5  | 11 | 16  | 14  |

### Beste Torhüter
Abkürzungen: GP = Spiele; TOI = Eiszeit (in Minuten); W = Siege; L = Niederlagen; OTL = Overtime/Shootout-Niederlagen; GA = Gegentore; SO = Shutouts; Sv% = gehaltene Schüsse (in %); GAA = Gegentorschnitt; Fett: Playoffbestwert
| Spieler          | Team       | GP | TOI  | W  | L | OTL | GA | SO | Sv%  | GAA  |
| ---------------- | ---------- | -- | ---- | -- | - | --- | -- | -- | ---- | ---- |
| Jonathan Bernier | Manchester | 16 | 996  | 10 | 6 | –   | 30 | 3  | .939 | 1.81 |
| Curtis Sanford   | Hamilton   | 9  | 565  | 5  | 4 | –   | 19 | 2  | .925 | 2.02 |
| Michal Neuvirth  | Hershey    | 18 | 1133 | 14 | 4 | –   | 39 | 1  | .920 | 2.07 |
| Alex Stalock     | Worcester  | 11 | 683  | 6  | 5 | –   | 26 | 0  | .919 | 2.28 |
| Tyler Plante     | Rochester  | 7  | 346  | 3  | 3 | –   | 14 | 0  | .935 | 2.43 |

## Vergebene Trophäen

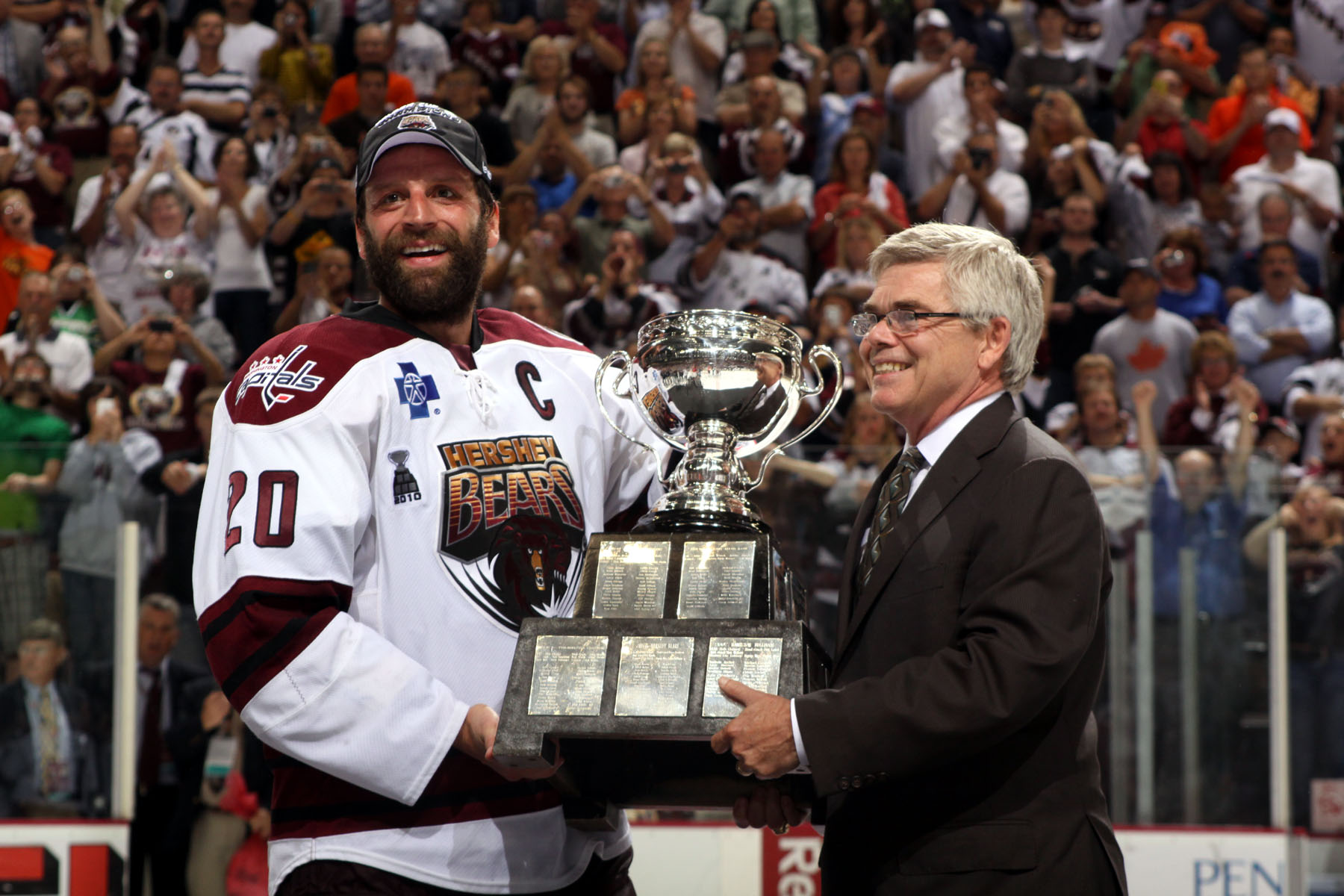
Kapitän Bryan Helmer mit dem Calder Cup

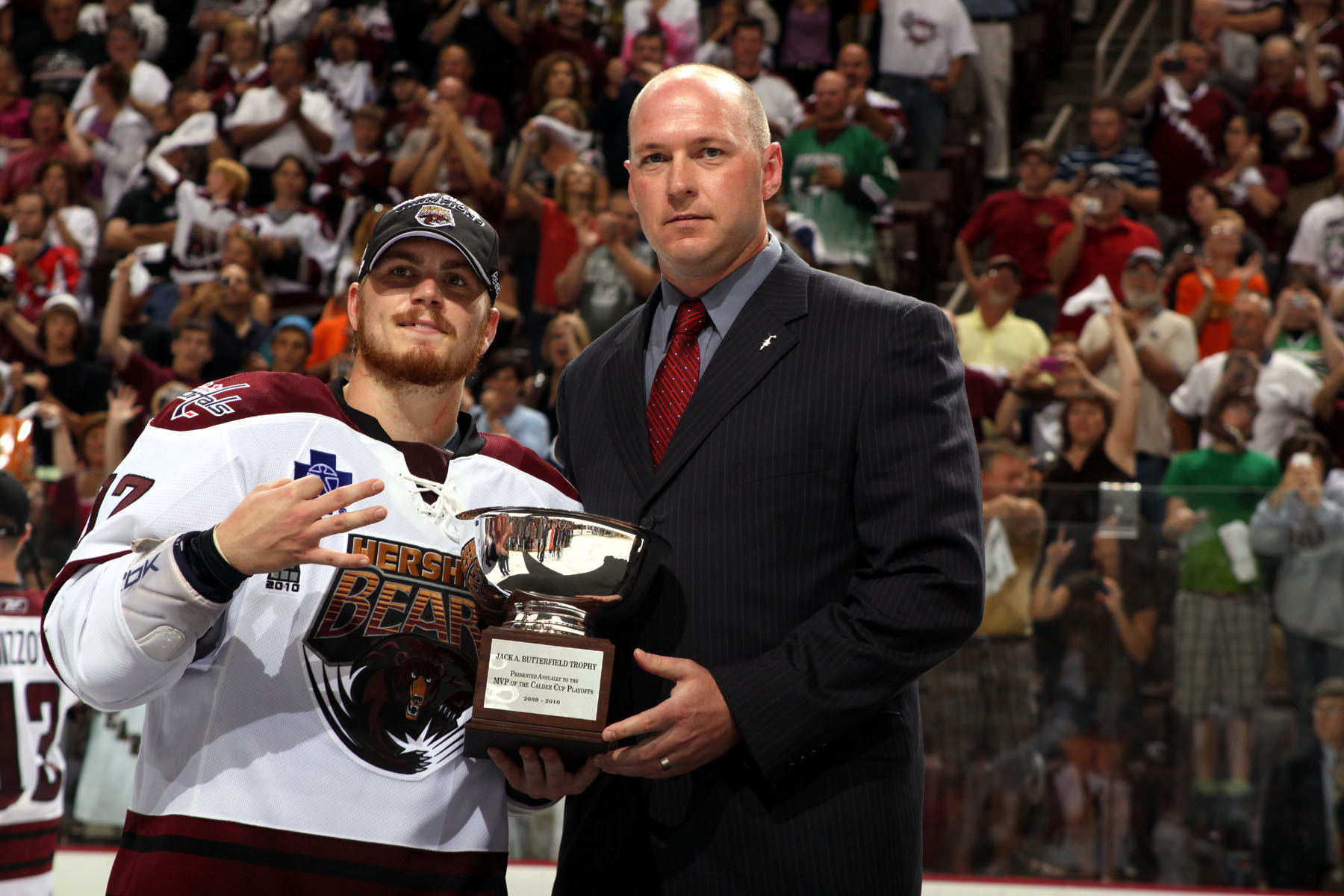
Jack A. Butterfield Trophy für Chris Bourque

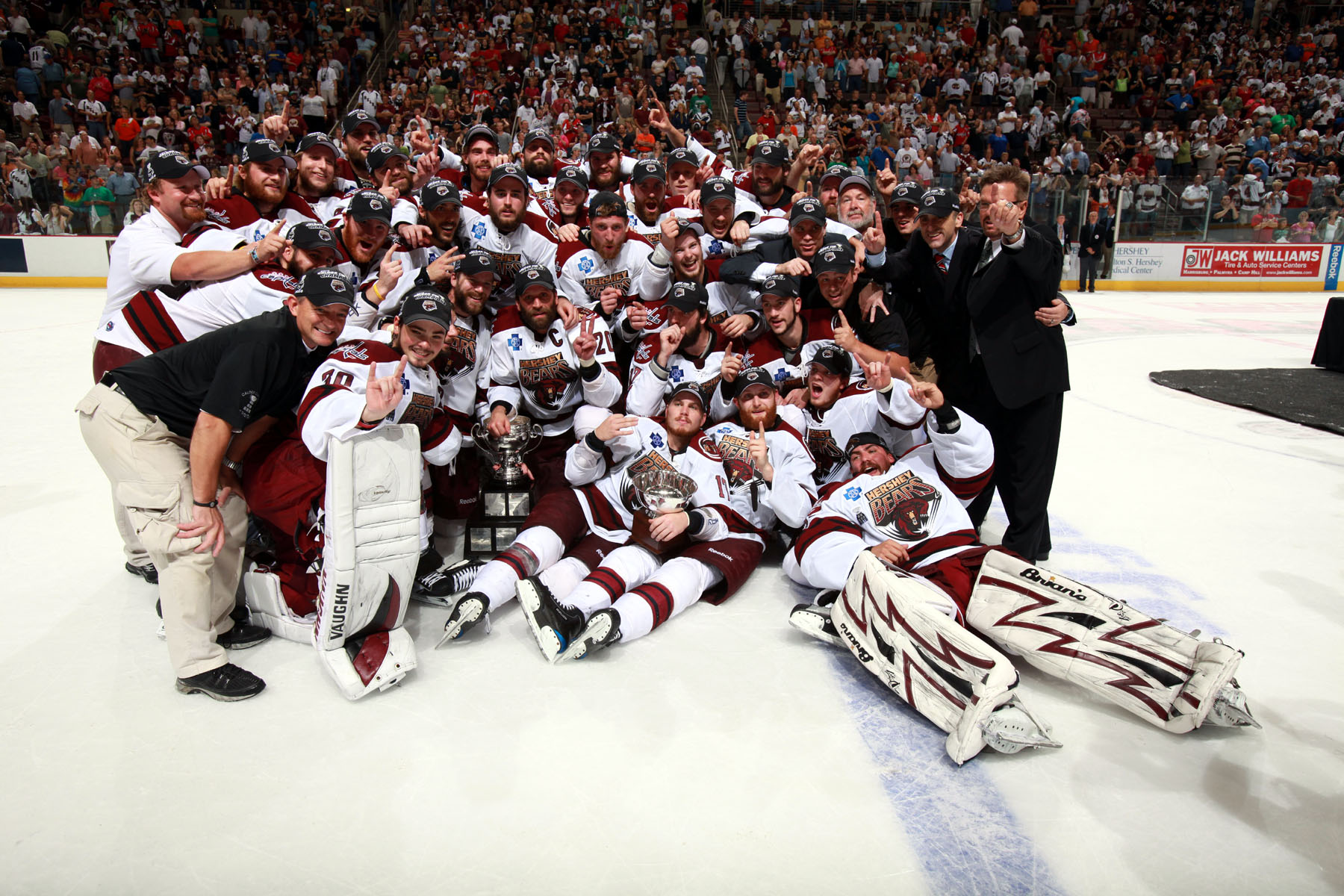
Mannschaftsfoto der Hershey Bears

### Mannschaftstrophäen
| Auszeichnung                                                     | Team              |
| ---------------------------------------------------------------- | ----------------- |
| Calder Cup Gewinner der AHL-Playoffs                             | Hershey Bears     |
| Richard F. Canning Trophy Gewinner des Eastern Conference-Finale | Hershey Bears     |
| Robert W. Clarke Trophy Gewinner des Western Conference-Finale   | Texas Stars       |
| Macgregor Kilpatrick Trophy Bestes Team der regulären Saison     | Hershey Bears     |
| Frank S. Mathers Trophy Bestes Team der Eastern Conference       | Hershey Bears     |
| Norman R. „Bud“ Poile Trophy Bestes Team der Western Conference  | Hamilton Bulldogs |
| Emile Francis Trophy Bestes Team der Atlantic Division           | Worcester Sharks  |
| F. G. „Teddy“ Oke Trophy Bestes Team der East Division           | Hershey Bears     |
| Sam Pollock Trophy Bestes Team der North Division                | Hamilton Bulldogs |
| John D. Chick Trophy Bestes Team der West Division               | Chicago Wolves    |

### Individuelle Trophäen
| Auszeichnung                                                                                                   | Spieler            | Team                |
| --- | ------------------ | ------------------- |
| Les Cunningham Award MVP der regulären Saison                                                                  | Keith Aucoin       | Hershey Bears       |
| John B. Sollenberger Trophy Bester Scorer                                                                      | Keith Aucoin       | Hershey Bears       |
| Willie Marshall Award Bester Torschütze                                                                        | Alexandre Giroux   | Hershey Bears       |
| Dudley „Red“ Garrett Memorial Award Bester Rookie                                                              | Tyler Ennis        | Portland Pirates    |
| Eddie Shore Award Bester Verteidiger                                                                           | Danny Groulx       | Worcester Sharks    |
| Aldege „Baz“ Bastien Memorial Award Bester Torhüter                                                            | Jonathan Bernier   | Manchester Monarchs |
| Harry „Hap“ Holmes Memorial Award Torhüter mit dem geringsten Gegentorschnitt                                  | Cédrick Desjardins | Hamilton Bulldogs   |
| Harry „Hap“ Holmes Memorial Award Torhüter mit dem geringsten Gegentorschnitt                                  | Curtis Sanford     | Hamilton Bulldogs   |
| Louis A. R. Pieri Memorial Award Bester Trainer                                                                | Guy Boucher        | Hamilton Bulldogs   |
| Fred T. Hunt Memorial Award Für den Spieler, der durch Fairness, Einsatz und Hingabe herausragt                | Casey Borer        | Albany River Rats   |
| Yanick Dupré Memorial Award Für den Spieler, der sich durch besonderen Einsatz in der Gesellschaft auszeichnet | Josh Tordjman      | San Antonio Rampage |
| Jack A. Butterfield Trophy MVP der Calder-Cup-Playoffs                                                         | Chris Bourque      | Hershey Bears       |

### All-Star-Teams
| First All-Star Team | First All-Star Team                             |
| ------------------- | ----------------------------------------------- |
| Angriff:            | Alexandre Giroux – Keith Aucoin – Jérôme Samson |
| Verteidigung:       | P. K. Subban – Danny Groulx                     |
| Tor:                | Jonathan Bernier                                |

| Second All-Star Team | Second All-Star Team                          |
| -------------------- | --------------------------------------------- |
| Angriff:             | Charles Linglet – Corey Locke – Andrew Gordon |
| Verteidigung:        | Maxim Noreau – Clay Wilson                    |
| Tor:                 | Cédrick Desjardins                            |

| All-Rookie Team | All-Rookie Team                          |
| --------------- | ---------------------------------------- |
| Angriff:        | Tyler Ennis – Logan Couture – Lars Eller |
| Verteidigung:   | P. K. Subban – John Carlson              |
| Tor:            | Alex Stalock                             |